# John Shelley
John Francis Shelley (San Francisco, 3 settembre 1905 – San Francisco, 1º settembre 1974) è stato un politico statunitense, 35º sindaco di San Francisco e in precedenza membro della Camera dei Rappresentanti dal 1949 al 1964.